# Менесес, Оскар
Оскар Менесес Гонсалес (исп. Óscar Meneses González; род. 12 мая 1977) — гватемальский легкоатлет, специалист по бегу на короткие дистанции. Выступал на профессиональном уровне в 1996—2002 годах, победитель и призёр ряда крупных международных стартов, действующий рекордсмен страны в дисциплинах 100 и 200 метров, участник летних Олимпийских игр в Сиднее.

## Биография
Оскар Менесес родился 12 мая 1977 года.
Впервые заявил о себе в лёгкой атлетике на международном уровне в сезоне 1996 года, когда вошёл в состав гватемальской сборной и выступил в беге на 100 метров на иберо-американском чемпионате в Медельине. Позднее в той же дисциплине выиграл серебряную медаль на юниорском первенстве Центральной Америки и Карибского бассейна в Сан-Сальвадоре, стартовал на юниорском мировом первенстве в Сиднее, где остановился на стадии четвертьфиналов.
Продолжал спортивную карьеру во время учёбы в Христианском университете Абилина, состоял в университетской легкоатлетической команде ACU Wildcats, с которой успешно выступал на различных студенческих соревнованиях в США.
В 1998 году стал седьмым на иберо-американском чемпионате в Лиссабоне, участвовал в Центральноамериканских и Карибских играх в Маракайбо. Также в этом сезоне установил ныне действующие национальные рекорды Гватемалы на дистанциях 100 и 200 метров — 10,32 и 21,09 соответственно.
В 1999 году отметился выступлением на Панамериканских играх в Виннипеге — в беге на 100 метров в финал не вышел, тогда как в эстафете 4×100 метров вместе с соотечественниками занял в решающем забеге шестое место.
Благодаря череде успешных выступлений в 2000 удостоился права защищать честь страны на летних Олимпийских играх в Сиднее — бежал 100 метров и эстафету 4×100 метров, в обоих случаях не смог преодолеть предварительные квалификационные этапы.
В 2002 году на Центральноамериканских и Карибских играх в Сан-Сальвадоре занял четвёртое место в эстафете 4×100 метров.
Его младший брат Хосе Менесес тоже добился успеха в лёгкой атлетике, представлял Гватемалу на международной арене в спринтерских дисциплинах.